# Génesis
El Génesis —nombre que procede del griego helenístico γένεσις y que puede ser traducido como «Origen», «Creación» o «Nacimiento»— es el primero de los libros del Tanaj judío y de la Biblia cristiana. El nombre en hebreo —más antiguo que el nombre griego— es Bereshit (בְּרֵאשִׁית), primera palabra del libro que significa «En el principio». Para los judíos es el primer libro de la Torá; para los cristianos, el primero del Antiguo Testamento. Es, por tanto, un texto sagrado para judíos y cristianos, así como para otros grupos y movimientos religiosos como los samaritanos o mormones. 
El libro ofrece un relato de la creación del mundo, de la historia temprana de la humanidad y de los antepasados del pueblo de Israel (Am Israel) y los orígenes del pueblo judío.
El libro consta de 50 capítulos. Los primeros once, denominados por los estudiosos la historia primitiva, relatan la creación del mundo y de los primeros seres humanos, la caída y la expulsión de Adán y Eva del Jardín del Edén, el asesinato de Abel por parte de su hermano Caín, el Arca de Noé y la Torre de Babel.
Los últimos 39 capítulos contienen las historias de los tres patriarcas: Abraham, Isaac y Jacob, lo que se denomina la historia ancestral. Relatan, entre otras cosas, la elección por parte de Dios de Abram, que pasó a llamarse Abraham, la destrucción de Sodoma y Gomorra, la disposición de Abraham a sacrificar a su propio hijo Isaac y la lucha de Jacob con el ángel. El libro termina con los descendientes de Jacob (también llamado Israel) asentados en Egipto, con una buena relación con el Faraón.
En el judaísmo, la importancia teológica del Génesis se centra en los pactos que vinculan a Dios con su pueblo elegido y al pueblo con la Tierra Prometida. Tanto en el judaísmo como en el cristianismo surgió un género literario dedicado a interpretar y comentar el relato de la creación del Génesis, conocido como Hexamerón.
La tradición antigua atribuía la autoría del texto del Génesis a Moisés pero el consenso actual es que fue compuesto mucho más tarde, quizás en el siglo quinto a. C., durante el exilio de Judá en Babilonia.

## Título

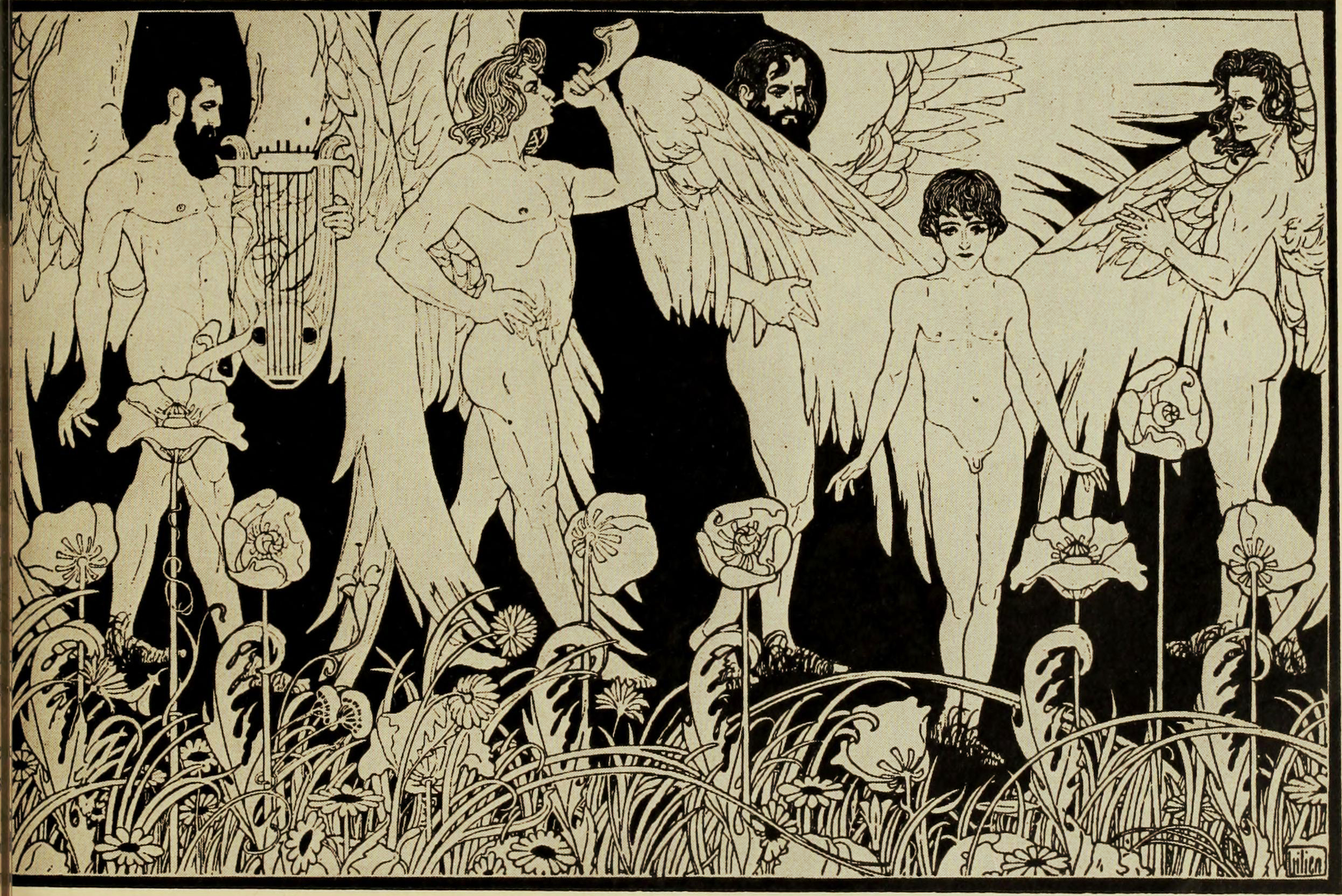
La Creación del hombre por Ephraim Moses Lilien, 1903.

El nombre Génesis procede de la Vulgata latina, a su vez tomada o transliterada del griego. En hebreo Γένεσις, que significa 'origen'; בְּרֵאשִׁית; Bərēʾšīṯ, En [el] principio.
El nombre griego proviene del contenido del libro: el origen del mundo, el género humano y el pueblo judío, la genealogía de toda la humanidad desde el comienzo de los tiempos.
También "génesis" tiene el sentido de "prólogo", ya que la historia judía comienza propiamente con el Éxodo, del cual el Génesis es simplemente un prolegómeno.[cita requerida] Este título aparece en la Versión de los Setenta o Septuaginta Griega. En hebreo, el nombre del libro es «Bere'schíth»: "En el Principio", que se toma de la primera palabra de la frase de apertura.

## Composición
El Libro del Génesis no menciona a ningún autor. Muchos estudios académicos están de acuerdo en que proviene de varias fuentes, redactadas por personas diversas, posiblemente en la época del cautiverio en Babilonia (hipótesis documentaria o hipótesis JEDSR).[cita requerida]
Durante la mayor parte del siglo XX, los estudios académicos sobre los orígenes del Génesis estuvieron dominados por la hipótesis documentaria formulada por Julius Wellhausen a finales del siglo XIX.[cita requerida] Esta hipótesis ve el Génesis como una compilación de fuentes inicialmente independientes: el texto J, llamado así por su uso del término YHWH (JHWH en alemán) como el nombre de Dios; el texto E, llamado así porque usa Elohim como el nombre de Dios; y el texto P, o fuente sacerdotal, debido a su preocupación por el sacerdocio de Aarón y los levitas. Estos textos fueron compuestos de manera independiente entre el 950 y el 500 a. C. y sufrieron numerosos procesos de redacción, culminando en su forma actual alrededor del 450 a. C. Se han identificado varias fuentes adicionales que no se pueden atribuir a ninguno de los tres documentos originales, especialmente Génesis 14 (la batalla de Abraham y los «reyes de Oriente») y la «bendición de Jacob».
La tradición antigua sostenía que fue Moisés quien escribió el Pentateuco (los ‘cinco libros’, entre ellos el Génesis). Esta tradición se mantuvo incuestionada hasta la era de la Ilustración.
En la primera mitad del siglo XX, la ciencia de la arqueología bíblica, desarrollada por William F. Albright y sus seguidores, combinada con la aplicación de nuevos métodos de estudio como la crítica de fuentes y la historia de la tradición, desarrollada por Hermann Gunkel, Robert Alter y Martin Noth, parecieron demostrar que las historias del Génesis están basadas en tradiciones orales del II milenio a. C. Así, a mediados del siglo XX parecía que la arqueología y el mundo académico habían reconciliado la hipótesis de Wellhausen con una versión modificada de la autoría de Moisés.
Este consenso fue roto con la publicación de dos libros: La historicidad de las narraciones patriarcales (1974) de Thomas L. Thompson y Abraham en la historia y la tradición (1975) de John Van Seters. En ellos se señalaba que la evidencia arqueológica que conectaba al autor del Génesis al II milenio a. C. podría apuntar igualmente al I milenio a. C. y que las tradiciones orales no eran tan fácilmente recuperables como Gunkel y otros habían afirmado. Un tercer trabajo, La fabricación del Pentateuco (1987) de R. N. Whybray, analizó las asunciones que subyacían en el trabajo de Wellhausen y las consideró ilógicas y poco convincentes, mientras que William G. Dever atacó las bases filosóficas de la arqueología bíblica de Albright, argumentando que no era ni deseable ni posible usar la Biblia para interpretar los registros arqueológicos.
Actualmente las teorías mayoritarias se pueden dividir en tres grupos:
- Revisiones del modelo documentario de Wellhausen, de las que el modelo de Friedman es una de las más conocidas.[7]
- Modelos fragmentarios, como el de R. N. Whybray, que ven la Torá como el producto de un único autor trabajando a partir de una multitud de pequeños fragmentos más que de extensas fuentes coherentes.[8]
- Modelos suplementarios como el de John Van Seter, que ve en el Génesis la adición gradual de material a lo largo de muchos siglos por muchos autores.[9]

## Géneros
El Génesis encaja exactamente en la definición de libro histórico bíblico, recordando siempre que el término "histórico" no debe entenderse en el sentido que se otorga a la historiografía moderna. Esto es especialmente cierto para los capítulos sobre los orígenes y para la historia de los patriarcas.
Pero el Génesis también es lo siguiente:
- Historia de familia: una larga serie de biografías, cronologías y genealogías de antepasados que se centran en los acontecimientos familiares despreciando los hechos políticos o religiosos. No sigue la sucesión de gobiernos sino la de los parientes.
- Historia popular: Suele detenerse en minucias argumentales que pueden interesar al pueblo llano y frecuentemente omite hechos que parecen esenciales a los historiadores modernos.
- Historia religiosa: Todo lo narrado es visto bajo el criterio de que es consecuencia de la acción directa de Yahvéh, el Dios único, que interviene incuestionablemente en todos y cada uno de los momentos decisivos. Además, todos los hechos se agrupan y se explican en función de postulados teológicos destinados a probar una u otra tesis religiosa.

A pesar de estas precisiones, el Génesis da toda la impresión de narrar -en la historia de los patriarcas- hechos que fueron o semejan ser reales, dando unas muy vívidas imágenes del origen y migraciones del pueblo hebreo, de sus raíces étnicas y lingüísticas y de sus estructuras morales, sociales y culturales.

## Estructura

### La historia primitiva
Su tema son cuatro acontecimientos principales:
- La creación
- La caída del hombre
- El diluvio
- La torre de Babel

Estructura:
- La creación 1:1 - 2:3 (el primer relato de la creación).
- Relato de los cielos y la tierra… 2:4 - 4:26 (el segundo relato de la creación y estancia en el Edén).
- Libro de generaciones de Adán: 5:1 - 6:8
- Registro de las generaciones de Noé: 6:9 – 9:29
- Registro de las generaciones de Sem, Cam y Jafet: 10:1 – 11:9
- Registro de las generaciones de Sem: 11:10-26

### La historia patriarcal
TEMA: cuatro personajes sobresalientes:
- Abraham
- Isaac
- Jacob
- José

Estructura:
- Registro de las generaciones Taré: 11:27 - 25:11
- Registro de las generaciones de Ismael: 25:12-18
- Registro de las generaciones de Isaac; 25:19 - 35:29
- Registro de las generaciones de Esaú: 36:1 - 37:1
- Registro de las generaciones de Jacob: 37:2 - 50:26

Es costumbre de los hebreos dividir el libro —al igual que el resto de los libros del Pentateuco— en doce parashiot (plural femenina de parashah o parashá) o lecturas semanales, cada una de las cuales es leída cada semana en el ciclo anual de lecturas de la Torá en la sinagoga.

## Temas
Los temas básicos de los que se ocupa este libro son tres: la Promesa, la Elección y la Alianza. Esto no es original, ya que los tres se repiten a lo largo de toda la Torá, pero cada uno de ellos es dominante en distintas partes del Génesis.
En la historia primitiva las intenciones de Yahvéh (Dios) se ven obstaculizadas por la infidelidad del Hombre. En la historia de Abraham la fe es abandonada, puesta a prueba y resulta victoriosa al final para ser restaurada completamente; quienes no la han perdido nunca, se ven recompensados. En tiempos de Jacob se explica que la elección de Dios por el pueblo hebreo no persigue ningún fin espurio, sino que es generosa y desinteresada. Con José, por fin, la Providencia frustra los malos impulsos humanos y los dirige pacientemente para hacerlos cumplir, en última instancia, con los planes y objetivos del diseño divino.

## Interpretaciones de la creación del mundo y el relato del Edén

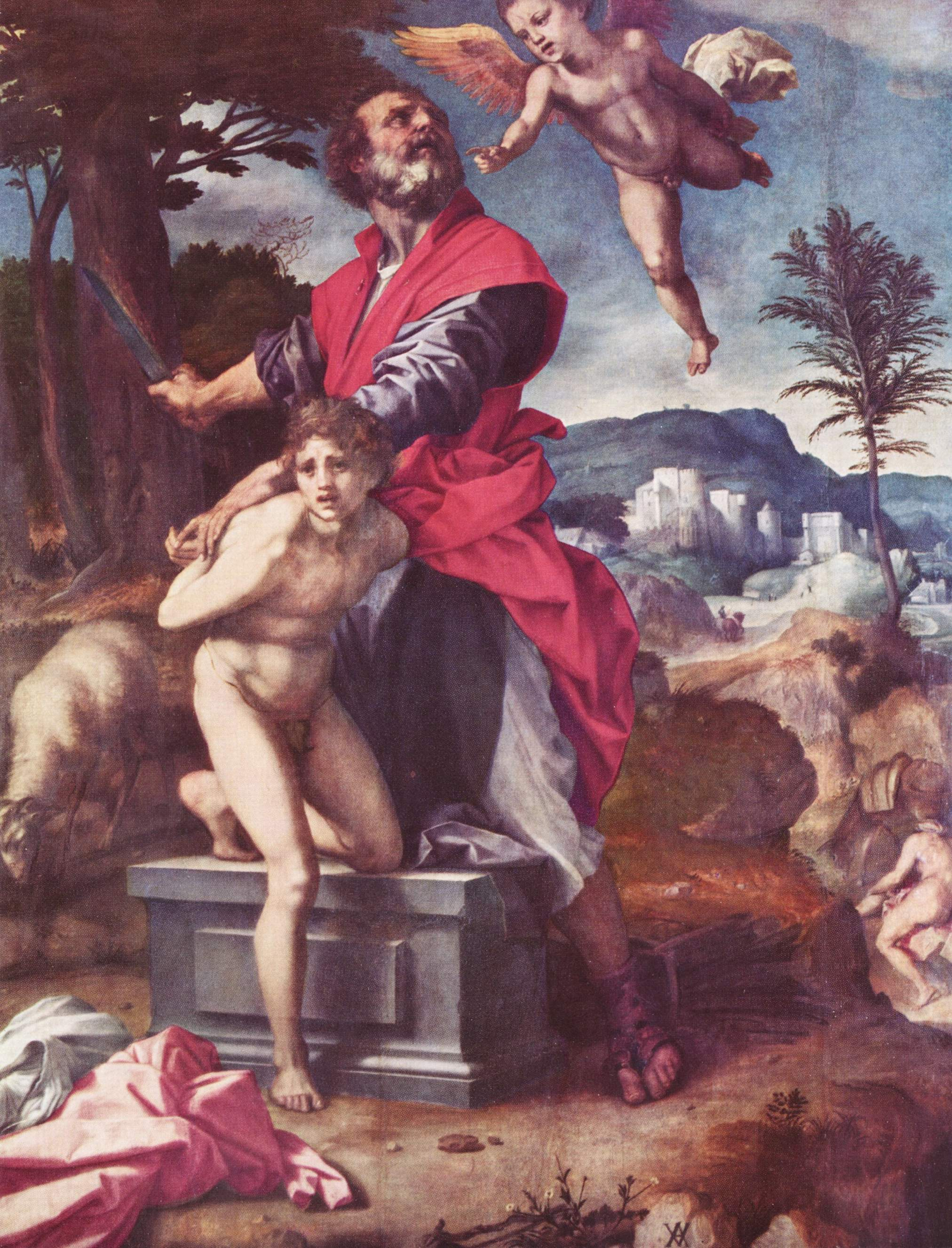
Abraham presenta a Isaac en sacrificio.

Para muchos, los once primeros capítulos del Génesis merecen ser considerados aparte del resto, pues describen en una forma popular el origen y creación del mundo, el hombre y la vida en general.
La historia de la creación del mundo comienza con una contradicción sustancial entre el primer capítulo y el segundo capítulo del Génesis. En el primer capítulo Dios crea primero a los animales, y entonces crea al hombre y a la mujer a su imagen, sin establecer ninguna prioridad entre ellos; pero en el segundo capítulo aparece una nueva introducción a un relato distinto: Dios, esta vez llamado Yahvéh crea primero al primer hombre, Adán y lo ubica en el huerto del Edén; más adelante crea a los animales y por último crea a la primera mujer, Eva, de una costilla de Adán.

En el principio creó Dios los cielos y la tierra.
Génesis 1.1 (versión Reina-Valera, 1960)

Y creó Dios al hombre a su imagen, a imagen de Dios lo creó; varón y hembra los creó
Génesis 1.27 (versión Reina-Valera, 1909)

Y de la costilla que Dios tomó del hombre, hizo una mujer, y la trajo al hombre
Génesis 2.22 (versión Reina-Valera, 1909)

Se han realizado innumerables lecturas de los primeros capítulos del Génesis y varias explicaciones del doble relato de la creación del mundo: además de las interpretaciones oficiales de cada Iglesia cristiana y las distintas tradiciones judaicas, se hicieron lecturas por fuera de la religión oficial: místicas, alegóricas y científico-académicas. Entre ellas está la Cábala hebrea, la alegórica, incluyendo una alegoría a la evolución del Universo (teoría del Big Bang) y la teoría de la evolución darwinista. Pero el teísmo evolutivo es generalmente rechazado por la mayoría de los cristianos, católicos y protestantes en los Estados Unidos.
Para los creacionistas, defensores de la veracidad literal de las Sagradas Escrituras, no hay contradicción entre los dos capítulos sino que cada uno hace hincapié en un aspecto distinto de la creación. El primer capítulo del libro expone un resumen global de la creación que culmina con la institución del día de reposo, mientras que en el segundo se detalla la creación humana y la institución del matrimonio: mientras que en el primero se anuncia que Dios creó al hombre y a la mujer, en el segundo se detalla cómo se realizó.
Según los creacionistas, la aparente contradicción nacería de un error de traducción. En la Antigua Reina Valera, en el versículo 19 del capítulo 2, se usa el pasado perfecto '"formó"' en vez del pasado pluscuamperfecto '"había formado"', dando al pasaje un sentido ambiguo.

Formó, pues, Dios de la tierra, toda bestia del campo y toda ave de los cielos y las trajo a Adán para que viese cómo las había de llamar; y todo lo que Adán llamó a los animales vivientes, ese es su nombre.
Génesis 2.19

Siempre según los creacionistas, el pasaje de Génesis 1:27 no diría que Adán y Eva fueran creados simultáneamente, sino que fueron creados en el mismo día, por lo que el capítulo segundo no contradiría al primero, sino que solo añade detalles no mencionados en el capítulo uno. 
Fuera de las lecturas creacionistas, la discrepancia bíblica sobre la creación alimentó la leyenda posterior de Lilith, según la cual Dios creó primero una mujer llamada Lilith, que sería la mujer referida en el primer capítulo, y Eva, que aparece en el segundo, resultaría ser en cambio la segunda mujer. (véase Leyendas del cristianismo).
En los círculos académicos predomina otra interpretación, basada en la hipótesis documentaria: el capítulo 1 del Génesis es identificado con la tradición sacerdotal, mientras que el capítulo 2 pertenece a la escuela yavista.  La tradición sacerdotal, que compone el primer capítulo del Génesis, es la fuente más tardía, posterior al exilio en Babilonia, cuando el judaísmo se cimentaba más como una religión que como una nación en particular, y cuyo propósito sería también reforzar la idea del sábado como día sagrado de descanso, además por supuesto de dejar claro que toda la creación, incluido el hombre, son obra de Elohim. Por otra parte, el segundo capítulo del Génesis se trataría de un escrito mucho más antiguo, de la época de los reyes en Israel, el cual vendría a ser un lamento en el que la situación sedentaria y civilizada centrada en ciudades del reino conllevaba también injusticias, pobreza y marginación, pues para ellos el relato del segundo capítulo del Génesis parecería ensalzar los valores del nomadismo y de la cercanía con Yahvéh provenientes de la vida en el desierto.

## Relación entre el «Génesis» bíblico y los mitos sumerios
Al analizar la mitología sumeria y relacionadas (sumerios, acadios, babilonios y asirios), en tablillas con historias de origen sumerio ―como el Enuma Elish―, se pueden encontrar puntos similares, o potencialmente influyentes en la historia bíblica del Génesis.
- Según la mitología sumeria, la diosa Ki tomó un hueso de Enki y creó una diosa llamada Nin-ti, la ‘mujer del hueso’. (Paralelismos con la historia de Eva).[13]
- Enki creó a los seres humanos y un lugar donde el hombre podía vivir sin miedo a los animales, un lugar sin terror; pero posteriormente su hermano Enlil descubrió que los humanos tenían un comportamiento inadecuado, y por ello los expulsó de este paraíso. (Paralelismos con la historia del Jardín del Edén).
- También se mencionan las disputas de dos dioses, la diosa del grano llamada Ashnan y la diosa del ganado llamada Lahar. Un problema similar se menciona entre Emesh y Enten que estaban encargados de la vegetación, bosques y campos, y el otro de las cosechas y la agricultura y de los animales y el ganado, los cuales tuvieron una gran disputa (Paralelismos con la historia de Abel y Caín).
- La historia bíblica del Diluvio universal, y la historia de Utnapishtim.

No obstante, algunos autores creacionistas como Murray Adamthwaite niegan que haya causalidad entre los relatos sumerios y el Génesis.